# 57e cérémonie des Tony Awards
La 57e cérémonie des Tony Awards a eu lieu le 8 juin 2003 au Radio City Music Hall de New York et a été retransmise en direct à la télévision sur CBS. La cérémonie récompensait les productions de Broadway en cours pendant la saison 2002-2003.

## Cérémonie
La cérémonie était présentée par Hugh Jackman. Elle s'est déroulée dans le Radio City Music Hall (Salle utilisée depuis 1997).

### Prestations
Plusieurs personnalités se sont succédé au cours de la soirée pour décerner les différents prix dont ; Benjamin Bratt, Toni Braxton, Matthew Broderick, Alan Cumming, Edie Falco, Joey Fatone, Laurence Fishburne, Sutton Foster, Danny Glover, Melanie Griffith, Frank Langella, John Leguizamo, John Lithgow, Julianna Margulies, Bebe Neuwirth, Sarah Jessica Parker, Rosie Perez, Lynn Redgrave, Vanessa Redgrave, Christopher Reeve, Ann Reinking, John Spencer, Marisa Tomei, Mike Wallace, Barbara Walters, Jason Alexander et Martin Short.

### Performances
Au cours de la soirée, les troupes de nouvelles comédies musicales se sont produites comme celle de Movin' Out avec Billy Joel chantant "New York State of Mind" en live de Times Square, suivi d'un medley composé de "River of Dreams", "Keep the Faith" et "Only the Good Die Young". La troupe d'Hairspray s'est également produite avec Harvey Fierstein, Matthew Morrison et Marissa Jaret Winokur. Enfin, Mark Linn-Baker et Jay Goede présentèrent "Alone" de la comédie musicale A Year with Frog and Toad.
Parmi les autres spectacles musicaux à s'être produits au cours de la soirée, la troupe de Nine, avec Antonio Banderas. La troupe de La Bohème, Bernadette Peters chanta "Rose's Turn" de Gypsy et la troupe de L'Homme de la Mancha, dont Brian Stokes Mitchell et Mary Elizabeth Mastrantonio sur "The Impossible Dream (The Quest)"

## Palmarès
| Meilleure pièce | Meilleure comédie musicale |
| --- | --- |
| - Take Me Out – Richard Greenberg - Avril enchanté – Matthew Barber - Say Goodnight, Gracie – Rupert Holmes - Vincent in Brixton – Nicholas Wright | - Hairspray - Amour - A Year with Frog and Toad - Movin' Out |
| Meilleure reprise d'une pièce | Meilleure reprise d'une comédie musicale |
| - Le Long Voyage vers la nuit - A Day in the Death of Joe Egg - Dinner at Eight - Frankie and Johnny in the Clair de Lune | - Nine - Gypsy - La Bohème - L'Homme de la Mancha |
| Meilleur acteur dans une pièce | Meilleure actrice dans une pièce |
| - Brian Dennehy – Le Long Voyage vers la nuit dans le rôle de James Tyrone, Sr. - Brian Bedford – Tartuffe ou l'Imposteur dans le rôle d'Orgon - Eddie Izzard – A Day in the Death of Joe Egg dans le rôle de Bri - Paul Newman – Our Town dans le rôle de Stage Manager - Stanley Tucci – Frankie and Johnny in the Clair de Lune dans le rôle de Johnny | - Vanessa Redgrave – Le Long Voyage vers la nuit dans le rôle de Mary Tyrone - Jayne Atkinson – Avril enchanté dans le rôle de Lotty Wilton - Victoria Hamilton – A Day in the Death of Joe Egg dans le rôle de Sheila - Clare Higgins – Vincent in Brixton dans le rôle d'Ursula Loyler - Fiona Shaw – Medea dans le rôle de Medea |
| Meilleur acteur dans une comédie musicale | Meilleure actrice dans une comédie musicale |
| - Harvey Fierstein – Hairspray dans le rôle d'Edna Turnblad - Antonio Banderas – Nine dans le rôle de Guido Contini - Malcolm Gets – Amour dans le rôle de Dusoleil - Brian Stokes Mitchell – L'Homme de la Mancha dans le rôle de Don Quixote/Cervantes - John Selya – Movin' Out dans le rôle d'Eddie                                                   | - Marissa Jaret Winokur – Hairspray dans le rôle de Tracy Turnblad - Melissa Errico – Amour dans le rôle d'Isabella - Mary Elizabeth Mastrantonio – L'Homme de la Mancha dans le rôle d'Aldonza/Dulcinea - Elizabeth Parkinson – Movin' Out dans le rôle de Brenda - Bernadette Peters – Gypsy dans le rôle de Mama Rose            |
| Meilleur acteur de second rôle dans une pièce | Meilleure actrice de second rôle dans une pièce |
| - Denis O'Hare – Take Me Out dans le rôle de Mason Marzak - Thomas Jefferson Byrd – Ma Rainey's Black Bottom dans le rôle de Toledo - Philip Seymour Hoffman – Le Long Voyage vers la nuit dans le rôle de Jamie - Robert Sean Leonard – Le Long Voyage vers la nuit dans le rôle d'Edmund - Daniel Sunjata – Take Me Out dans le rôle de Darren Lemming  | - Michele Pawk – Hollywood Arms dans le rôle de Louise - Christine Ebersole – Dinner at Eight dans le rôle de Millicent Jordan - Linda Emond – Trois versions de la vie dans le rôle d'Inez - Kathryn Meisle – Tartuffe ou l'Imposteur dans le rôle d'Elmire - Marian Seldes – Dinner at Eight dans le rôle de Carlotta Vance       |
| Meilleur acteur de second rôle dans une comédie musicale | Meilleure actrice de second rôle dans une comédie musicale |
| - Dick Latessa – Hairspray dans le rôle de Wilbur Turnblad - Michael Cavanaugh – Movin' Out dans le rôle de plusieurs personnages - John Dossett – Gypsy dans le rôle d'Herbie - Corey Reynolds – Hairspray dans le rôle de Seaweed J. Stubbs - Keith Roberts – Movin' Out dans le rôle de Tony                                                           | - Jane Krakowski – Nine dans le rôle de Carla Albanese - Tammy Blanchard – Gypsy dans le rôle de Louise - Mary Stuart Masterson – Nine dans le rôle de Luisa Contini - Chita Rivera – Nine dans le rôle de Liliane La Fleur - Ashley Tuttle – Movin' Out dans le rôle de Judy                                                       |
| Meilleur livret de comédie musicale | Meilleure partition originale |
| - Mark O'Donnell et Thomas Meehan – Hairspray - Didier van Cauwelaert et Jeremy Sams – Amour - Willie Reale – A Year with Frog and Toad - David Henry Hwang – Flower Drum Song | - Hairspray – Marc Shaiman (musique) et Scott Wittman et Shaiman (paroles) - A Year with Frog and Toad – Robert Reale (musique) et Willie Reale (paroles) - Amour – Michel Legrand (musique) et Didier van Cauwelaert et Jeremy Sams (paroles) - Urban Cowboy – Plusieurs compositeurs                                              |
| Meilleurs décors | Meilleurs costumes |
| - Catherine Martin – La Bohème - John Lee Beatty – Dinner at Eight - Santo Loquasto – Le Long Voyage vers la nuit - David Rockwell – Hairspray | - William Ivey Long – Hairspray - Gregg Barnes – Flower Drum Song - Catherine Martin et Angus Strathie – La Bohème - Catherine Zuber – Dinner at Eight |
| Meilleures lumières | Meilleure orchestration |
| - Nigel Levings – La Bohème - Donald Holder – Movin' Out - Brian MacDevitt – Nine - Kenneth Posner – Hairspray | - Billy Joel et Stuart Malina – Movin' Out - Nicholas Kitsopoulos – La Bohème - Jonathan Tunick – Nine - Harold Wheeler – Hairspray |
| Meilleure mise en scène pour une pièce | Meilleure mise en scène pour une comédie musicale |
| - Joe Mantello – Take Me Out - Laurence Boswell – A Day in the Death of Joe Egg - Robert Falls – Le Long Voyage vers la nuit - Deborah Warner – Medea | - Jack O'Brien – Hairspray - David Leveaux – Nine - Baz Luhrmann – La Bohème - Twyla Tharp – Movin' Out |
| Meilleure chorégraphie | |
| - Twyla Tharp – Movin' Out - Robert Longbottom – Flower Drum Song - Jerry Mitchell – Hairspray - Melinda Roy – Urban Cowboy | |

## Autres récompenses
Le prix Special Tony Award for Lifetime Achievement in the Theatre a été décerné à Cy Feuer, le Regional Theatre Tony Award a été décerné au Children's Theatre Company  et le Tony Honors for Excellence in Theatre à la troupe de La Bohème, dont Mimis Lisa Hopkins, Ekaterina Solovyeva et Wei Huang. Le prix a également été décerné à Paul Huntley, Johnson-Liff Casting Associates et The Acting Company.